# Кметове на Охрид
Списък на кметовете на град Охрид, Северна Македония.

## Османска империя (XIV век – 1913)
| Име                | От   | До   |
| ------------------ | ---- | ---- |
| Димитър Карадимчев | 1912 | 1913 |

## Царство България (1915 – 1918)
| Име                | От   | До                |
| ------------------ | ---- | ----------------- |
| Димитър Карадимчев | 1916 | ?                 |
| Иван Групчев       | ?    | 27 септември 1918 |

## Кралство Югославия (1918 – 1941)
| Име            | Име              | От   | До   | Партия |
| -------------- | ---------------- | ---- | ---- | ------ |
| Анастас Чорбев | Анастас Чорбевић | 1937 | 1940 |        |

## Царство България (1941 – 1944)
| Име          | От         | До            |
| ------------ | ---------- | ------------- |
| Илия Коцарев | 5 май 1941 | октомври 1944 |

## Федеративна Югославия (1944 – 1992)
| Име              | Име                | От   | До   | Партия                                 |
| ---------------- | ------------------ | ---- | ---- | -------------------------------------- |
| Милчо Балевски   | Милчо Балевски     |      |      | Съюз на комунистите на Югославия       |
| Благоя Силяноски | Благоја Силјаноски | 1990 | 1996 | Социалдемократически съюз на Македония |

## Република Македония (от 1991)
| Име                   | Име                   | От            | До            | Партия                                                         |
| --------------------- | --------------------- | ------------- | ------------- | -------------------------------------------------------------- |
| Благоя Силяноски      | Благоја Силјаноски    | 1990          | 1996          | Социалдемократически съюз на Македония                         |
| Никола Матлиески      | Никола Матлиески      | 1996          | 2000          | ВМРО – Демократическа партия за македонско национално единство |
| Никола Наумов         | Никола Наумов         | 2000          | 2005          | ВМРО – Демократическа партия за македонско национално единство |
| Александър Петрески   | Александар Петрески   | 2005          | 2013          | Социалдемократически съюз на Македония                         |
| Никола Бакрачески     | Никола Бакрачески     | 2013          | 2017          | ВМРО – Демократическа партия за македонско национално единство |
| Йован Стояноски       | Јован Стојаноски      | октомври 2017 | декември 2018 | Социалдемократически съюз на Македония                         |
| Константин Георгиески | Константин Георгиески | декември 2018 | настоящ       | Социалдемократически съюз на Македония                         |